# Farinelli (film)
Pour l’article homonyme, voir Farinelli.
 (février 2022).
Si vous disposez d'ouvrages ou d'articles de référence ou si vous connaissez des sites web de qualité traitant du thème abordé ici, merci de compléter l'article en donnant les références utiles à sa vérifiabilité et en les liant à la section « Notes et références ».
Pour plus de détails, voir Fiche technique et Distribution.
Farinelli est un film italo-belgo-français co-écrit et réalisé par Gérard Corbiau, sorti en 1994. Il s'agit d'un portrait de Farinelli, castrat italien du XVIIIe siècle.

## Synopsis
Riccardo Broschi (Enrico Lo Verso) décide de faire castrer son petit frère Carlo (Stefano Dionisi), futur Farinelli, en maquillant cela sous la forme d'un « accident », afin qu'il puisse conserver cette voix cristalline sensationnelle sans laquelle la musique de Riccardo, qui est compositeur, ne vaudrait rien. Le jeune homme parcourt les opéras avec son frère. Une jeune femme, Alexandra (Elsa Zylberstein), vient un jour demander aux frères Broschi de donner une représentation dans un théâtre de Londres en pleine faillite, l'Opera of the Nobility, dirigé par Nicola Porpora (Omero Antonutti), l'ancien maître des deux frères. Ils acceptent. C'est alors que s'engage la concurrence entre les Broschi qui veulent sauver l'Opera of the Nobility et le Covent Garden, le théâtre dirigé par le compositeur Georg Friedrich Haendel (Jeroen Krabbé). L'Opera of the Nobility gagne considérablement en popularité, mais Haendel tente par tous les moyens de récupérer la voix exceptionnelle de Farinelli. Haendel fait une allusion à « l'accident » qui a coûté sa virilité à Farinelli. Ce dernier découvre alors la vérité et la relation privilégiée qu'il avait avec Riccardo s'effondre. Farinelli et Alexandra sont amoureux. Riccardo, qui cherche à se faire pardonner et à rendre une vie « normale » à son petit frère, met enceinte Alexandra, puis s'engage dans l'armée. Il disparaît de la vie de Farinelli qui embrasse le ventre d’Alexandra arrondi par la grossesse.

## Fiche technique
Sauf indication contraire, les informations mentionnées dans cette section peuvent être confirmées par la base de données cinématographiques Unifrance,  présente dans la section « Liens externes ».
- Titre original : Farinelli
- Réalisation : Gérard Corbiau
- Scénario : Andrée Corbiau, Gérard Corbiau, Marcel Beaulieu
- Photographie : Walther Vanden Ende
- Montage : Joëlle Hache
- Son : Jean-Paul Mugel (ingénieur) et Catherine Trouillet-Shorr (montage)
- Décors : Gianni Quaranta
- Costumes : Olga Berluti et Anne de Laugardière
- Musique : Christophe Rousset
- Production : Véra Belmont
- Production exécutive : Linda Gutenberg, Dominique Janne, Aldo Lado et Stéphane Thenoz
- Sociétés de production : Stephan-Films ; Studiocanal, Studio Images, France 2 Cinéma, UGC Images et Alinéa Films (coproductions) ; K2 Productions, Italian International Film, MG Produzione Cinematografica Televisiva et RTL TVI (coproductions étrangères)
- Sociétés de distribution : Bac Films Distribution (France) ; Belga Films (Belgique) et Italian International Film (Italie)
- Pays de production : France, Belgique, Italie
- Langues originales : français, italien
- Format : couleur – Dolby
- Genres : biographie, drame, musical, romance
- Durée : 111 minutes
- Dates de sortie :
  - France : 7 décembre 1994
  - Belgique : 14 décembre 1994
  - Suisse romande : 16 décembre 1994
  - Québec : 3 février 1995

## Distribution
- Stefano Dionisi : Carlo Broschi « Farinelli »
- Enrico Lo Verso : Riccardo Broschi, frère ainé de Carlo
- Elsa Zylberstein : Alexandra
- Jeroen Krabbé : Georg Friedrich Haendel
- Omero Antonutti : Nicola Porpora
- Caroline Cellier : Margareth Hunter
- Jacques Boudet : Philippe V d'Espagne
- Marianne Basler : la comtesse Mauer
- Pier Paolo Capponi : Monsieur Broschi, père de Carlo et Riccardo
- Delphine Zentout : jeune admiratrice qui rejoint Farinelli dans sa loge
- Graham Valentine : Frédéric de Galles, prince de Galles
- Renaud du Peloux de Saint-Romain : Benedict, fils paralysé de Margareth

## Production

### Tournage
Le tournage a lieu en Allemagne, à Bayreuth et à Erlangen pour le Markgrafentheater (de), situés en Bavière, ainsi qu'en Espagne et en Italie.

### Musique
Compositeurs dont la musique est utilisée dans le film : Haendel, Hasse, Porpora, Riccardo Broschi (frère de Carlo, le chanteur), Pergolèse.
Pour reconstituer la voix du castrat interprété par Stefano Dionisi, il a initialement été fait appel à l'IRCAM pour réaliser une voix de synthèse. Le résultat n'étant pas réaliste, c'est Jean-Claude Gaberel, directeur artistique et ingénieur du son qui a enregistré séparément l'orchestre et la voix d'un contre-ténor (Derek Lee Ragin) et d'une soprano colorature (Ewa Małas-Godlewska (en)) et ensuite réalisé le montage ainsi que le mixage et le mastering des deux voix avec l'orchestre. Ensuite la voix a été traitée par des techniques sophistiquées développées à l'IRCAM pour unifier et donner la couche de vernis finale à la voix avant que celle-ci ne retourne dans le studio de Jean-Claude Gaberel pour être synchronisée avec l'orchestre. L'enregistrement a été réalisé à l'Arsenal de Metz en juillet 1993, sous la direction de Christophe Rousset avec son ensemble Les Talens Lyriques.
La bande originale Farinelli, Il Castrato est sortie en 1994 chez Auvidis Travelling (France) :
| No  | Titre                       | Musique                 | Arrangement        | Durée |
| --- | --------------------------- | ----------------------- | ------------------ | ----- |
| 1.  | Son qual nave ch'agitata    | Riccardo Broschi        |                    | 8:10  |
| 2.  | Alto Giove                  | Nicola Porpora          |                    | 4:34  |
| 3.  | Se al labbro mio non credi  | Riccardo Broschi        | Christophe Rousset | 4:55  |
| 4.  | Ombra fedele anch'io        | Riccardo Broschi        |                    | 9:32  |
| 5.  | Artaserse                   | Johann Adolf Hasse      |                    | 5:58  |
| 6.  | Lascia ch'io pianga         | Georg Friedrich Haendel |                    | 3:59  |
| 7.  | Cara sposa                  | Georg Friedrich Haendel |                    | 9:16  |
| 8.  | Rinaldo                     | Georg Friedrich Haendel |                    | 3:49  |
| 9.  | Generoso risuegliati o core | Johann Adolf Hasse      |                    | 1:28  |
| 10. | Salve regina                | Georg Friedrich Haendel |                    | 3:44  |
| 11. | Alto Giove                  |                         | Christophe Rousset | 4:28  |

## Distinctions
Sauf indication contraire, les informations mentionnées dans cette section peuvent être confirmées par la base de données cinématographiques IMDb,  présente dans la section « Liens externes ».

### Prix
- César 1995 :
  - Meilleur son pour Jean-Paul Mugel et Dominique Hennequin
  - Meilleur décor pour Gianni Quaranta
- David di Donatello 1995 : meilleurs costumes pour Olga Berluti
- Golden Globes 1995 : meilleur film étranger

### Nominations
- César 1995 : meilleurs costumes pour Olga Berluti et Anne de Laugardière
- David di Donatello 1995 : meilleur décorateur pour Gianni Quaranta
- Oscars 1995 : meilleur film en langue étrangère

## Analyse

### Différences avec la réalité historique
De nombreux éléments du film relèvent de la fiction. Par exemple, la relation entre les frères Broschi, le rôle de Riccardo Broschi dans la castration de son frère, les interventions de Haendel. De plus, selon les témoignages à son sujet, le caractère de Farinelli, dans le fond comme dans ses manières, aurait été tout autre. Il en va de même pour la voix de Farinelli dans ce film, certainement très différente de la voix qu'il devait vraiment avoir.